# Schönbrunn (Lengenfeld)
Schönbrunn ist ein Ortsteil der sächsischen Stadt Lengenfeld im Vogtlandkreis. Die früher selbstständige Landgemeinde wurde am 1. Januar 1999 nach Lengenfeld eingemeindet.

## Geografische Lage
Schönbrunn liegt nordwestlich der Stadt Lengenfeld im Osten des Naturraumes Vogtland sowie im sächsischen Teil des historischen Vogtlands. Der Ort befindet sich in einer Höhe von ca. 370 m NHN im Göltzschtal. Die Dorfflur umfasst etwa 980 Hektar.
Der Ort grenzt neben der Stadt Lengenfeld an drei weitere Ortsteile der Stadt Lengenfeld, an einen Ortsteil der Gemeinde Heinsdorfergrund und an einen Ortsteil der Stadt Reichenbach im Vogtland.
|                        | Unterheinsdorf                              |             |
| Schneidenbach          | Kompassrose, die auf Nachbargemeinden zeigt | Waldkirchen |
| Weißensand, Wolfspfütz | Lengenfeld                                  |             |

## Ortsname
Der Name für Schönbrunn ist selbsterklärend: ein schöner Brunnen. Ortsnamensformen sind Schonbrun, Schonbron (1140), Schonbrunn (1460), Schonprun (1464), Schön Brun (1578), Schönbrun (1639) und Schönbrunn b. Lengenfeld (1875).

## Geschichte

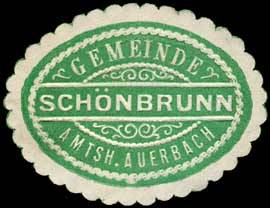
Siegelmarke der ehemaligen Gemeinde Schönbrunn

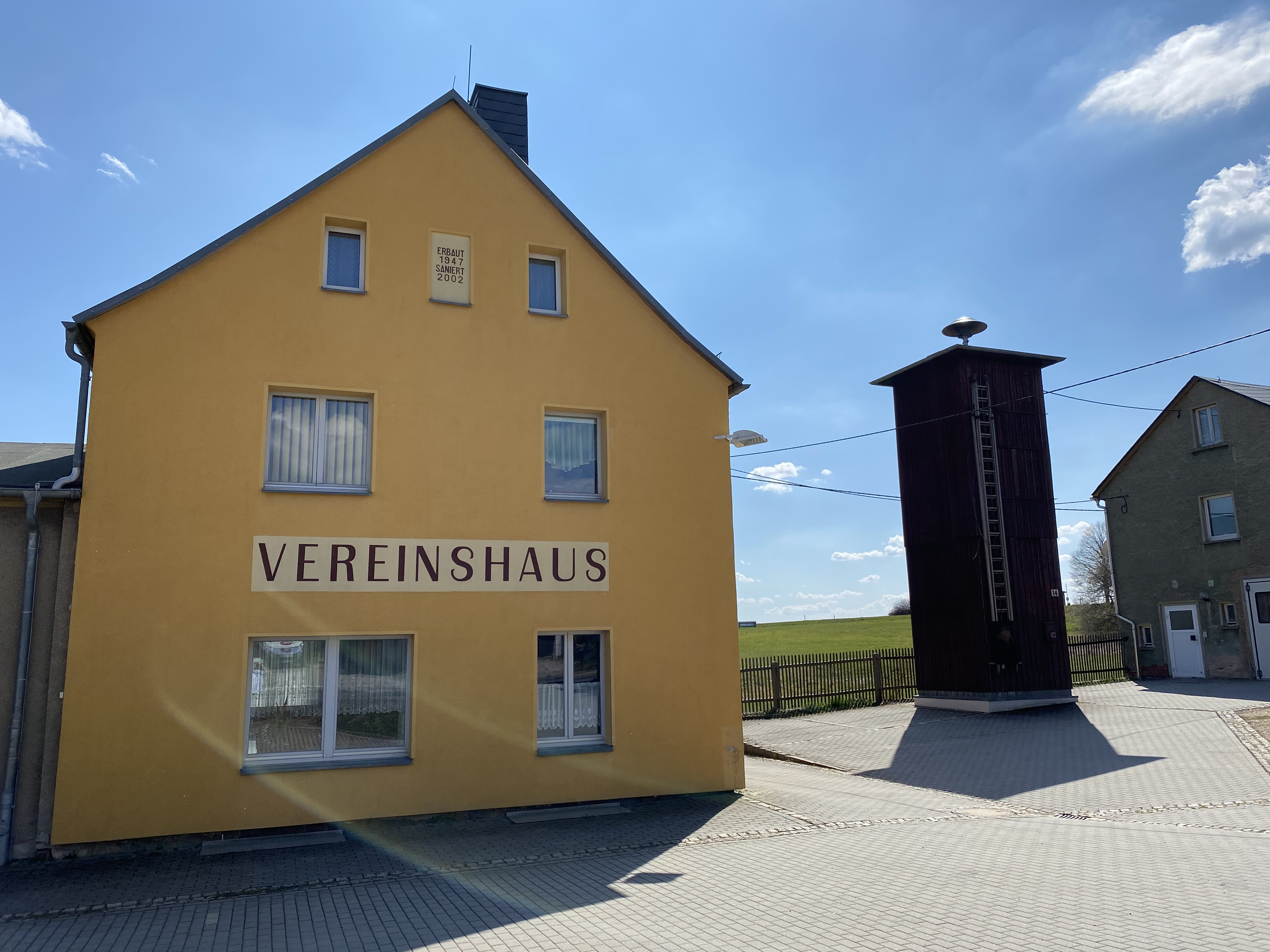
Vereinshaus (2020)

Schönbrunn wurde im Jahr 1140 als „Schonbrun“ erwähnt. Seit seiner Gründung war der Ort eng verbunden mit dem reußischen Vogtland. Die Grundherrschaft über das Waldhufendorf lag beim Rittergut Mylau. Im 16. Jahrhundert kam Schönbrunn mit der Herrschaft Mylau an das kursächsische bzw. spätere königlich-sächsische Amt Plauen, dem der Ort bis 1856 unterstand. 1856 wurde Schönbrunn dem Gerichtsamt Lengenfeld und 1875 der Amtshauptmannschaft Auerbach angegliedert. Durch die zweite Kreisreform in der DDR kam Schönbrunn im Jahr 1952 zum Kreis Reichenbach im Bezirk Chemnitz (1953 in Bezirk Karl-Marx-Stadt umbenannt), der ab 1990 als sächsischer Landkreis Reichenbach fortgeführt wurde und 1996 im Vogtlandkreis aufging.
Am 1. Januar 1999 wurden Schönbrunn gemeinsam mit dem Nachbarort Waldkirchen in die benachbarte Stadt Lengenfeld (Vogtland) eingemeindet.

### Einwohnerstatistik
1557 lebten in Schönbrunn 18 besessene Mann, 2 Häusler und 9 Inwohner. 1764 waren es 22 besessene Mann und 11 Häusler.
| Jahr            | 1834 | 1871 | 1890 | 1910 | 1925 | 1939 | 1946 | 1950 | 1964 | 1989 | 1990 | 2008 | 2011 | 2019 |
| --------------- | ---- | ---- | ---- | ---- | ---- | ---- | ---- | ---- | ---- | ---- | ---- | ---- | ---- | ---- |
| Einwohnerzahlen | 264  | 327  | 371  | 463  | 457  | 519  | 531  | 549  | 491  | 394  | 368  | 361  | 370  | 329  |

1910 war Schönbrunn unter den 69 Kommunen der Amtshauptmannschaft Auerbach auf Rang 52 der Einwohnerstatistik. 1925 waren 431 Einwohner Lutheraner und 25 andersgläubig.

## Kirche und Kultur
Schönbrunn war von alters her bis 2001 nach Waldkirchen gepfarrt. In Schönbrunn befindet sich heute ein rege genutztes Vereinshaus.

## Verkehr
Durch Schönbrunn verläuft die Bundesstraße 94, welche die im Norden verlaufende A 72 in der Anschlussstelle „Reichenbach“ kreuzt.
Schönbrunn wird im ÖPNV von der stündlichen PlusBus-Linie 10 des Verkehrsverbunds Vogtland bedient. Diese verbindet den Ort mit Reichenbach, Lengenfeld, Rodewisch, Auerbach und Falkenstein.